# أليس أرماند أوغون
أليس أرماند أوغون ريفوار (بالإسبانية: Alice Armand Ugón) (من موليد 15 يناير 1887 - وتٌوفيت في 17 أغسطس 1992) هي طبيبة أطفال من أوروغواي ، ومؤسسة مشاركة لجمعية الأوروغواي لطب الأطفال - Sociedad Uruguaya de Pediatría.

## حياتها المبكرة
وُلدت أليس أرماند أوغون في كولونيا فالدينس، لالأمور دانييل أرماند أوغون، قس كنيسة ولدينيسية، وأليس صوفي ريفوار. كان والداها كلاهما من أصل فرنسي، ووُلد كلاهما في منطقة بييمونتي في إيطاليا. كما أصبح العديد من أشقائها الإثنا عشر أطباء أو صيادلة. كان شقيقها إنريكي أرماند أوغون ديبلوماسياً وقاضياً، وكانت أختها آنا مارغريتا أرماند أوغون معلمة وناشطة نسوية في مونتيفيديو. تخرجت أليس من كلية الطب في عام 1916، وهي المرأة الخامسة التي تحصل على شهادتها الطبية في أوروغواي. (كانت شقيقتها الكبرى ماريا هي ثالث طبيبة تخرجت من كلية الطب في أوروغواي).

## حياتها المهنية
شاركت أرماند أوغون في تأسيس جمعية الأوروغواي لطب الأطفال - Sociedad Uruguaya de Pediatría، مع لويس موركيو وآخرين. كانت تدير عيادة مجانية للأمهات والأطفال في مونتيفيديو، وأشرفت على صحة الطالبات في المدارس العامة في مونتيفيديو، ودرّست الكيمياء في مدرسة ثانوية للبنات. كانت أليس أوغون مندوبةً للمؤتمر الدولي لأطباء النساء الذي عقُد في عام 1919 في مدينة نيويورك، وكانت في نفس الرحلة ضيفًا في جمعية بوسطن للمتساوين في الاقتراع في جولة في العديد من الكليات الأمريكية. في عام 1921، نشرت أوغون أبحاثًا حول الحصبةوالتهاب السحايا عند الأطفال. في عام 1922 نشرت أوغون نتائج أبحاثها حول حمى التيفوئيد في الأطفال، وعلى الروماتيزم الأبهري الحاد.

## حياتها الشخصية
كانت أرماند أوغون بطلة في رياضة التنس خارج مهنتها كطبيبة.
تُوفيت أوغون في مونتيفيديو عام 1992، عن عمرٍ يناهز ال105 سنوات.